# Oskar Simon
Oskar Simon (Berlino, 2 gennaio 1845 – Breslavia, 2 marzo 1882) è stato un dermatologo tedesco.

## Biografia
Studiò medicina a Berlino, dove conseguì anche il dottorato nel 1868. Si specializzò a Vienna, con i suoi mentori Ferdinand von Hebra (1816-1880) e Hermann Edler von Zeissl (1817-1884). Durante la guerra franco-prussiana era assistente chirurgo e nel 1872 divenne docente di malattie cutanee e sifilide a Berlino.
Nel 1878 succedette a Heinrich Koebner (1838-1904) come professore di dermatologia presso l'Università di Breslavia, e divenne anche medico di primo piano presso l'Allerheiligen Hospital. Tra i suoi studenti vi erano Albert Neisser (1855-1916), Edmund Lesser (1852-1918) e Eduard Arning (1855-1936). Oskar Simon morì a causa di un carcinoma nello stomaco il 2 marzo 1882 all'età di 37 anni.

## Pubblicazioni principali
- Zur Anatomie des Xanthoma palpebrarum, 1872 (con E. Geber).
- Die Localisation der Hautkrankheiten, Histologisch und Klinisch Bearbeitet, 1873.
- Ueber das Molluscum Contagiosum, 1876.
- Ueber multiple, kachektische Hautgangrän, 1878.
- Ueber Prurigo und die Behandlung Derselben mit Pilocarpin, 1879.
- Ueber die Einführung der animalen Vaccine, 1879.
- Ueber Maculae coeruleae (Taches ombrées, taches bleues), 1881.
- Ueber Balanopostho-Mykosis, 1881..